# Стоянівка (Молдова)
Стоянівка (рум. Stoianovca) — село в Кантемірському районі Молдови. Утворює окрему комуну.

## Історія
Село засноване в 1902 році бессарабськими болгарами, що переселились із сіл Кортен, Валя-Пержей та Чадир-Лунга.

## Демографічна ситуація
Етнічна структура населення за даними перепису населення 2004 року.
| Етнічна група | Населення | % Відсоток |
| ------------- | --------- | ---------- |
| Болгари       | 1055      | 76,90%     |
| Молдовани     | 226       | 16,47%     |
| Румуни        | 7         | 0,51%      |
| Росіяни       | 42        | 3,06%      |
| Українці      | 27        | 1,97%      |
| Гагаузи       | 10        | 0,73%      |
| Поляки        | 3         | 0,22%      |
| Інші          | 2         | 0,15%      |
| Разом         | 1372      | 100%       |